# Mamadou Diawara (etnólogo)
Mamadou Diawara (* 1954 em Nioro du Sahel (cercle), Mali) é um etnólogo de origem maliana. Ele é professor de etnologia no instituto de etnologia na Universidade de Frankfurt e vice-diretor do en:Frobenius Institute em Frankfurt. Além disso, ele é Diretor de 'Point Sud'.

## Biografia

### Histórico profissional
Mamadou Diawara estudou na École Normale Supérieure, Bamako, Mali e na École des hautes études en sciences sociales (EHESS), Paris, onde obteve seu doutorado em 1985 com uma tese em antropologia e história sobre o tema "La dimension sociale et politique des tradições orales du royaume de Jaara (Mali) du XVe au milieu du XIXe siècle". Seguiu-se sua habilitação na Universidade de Bayreuth (1998) sobre o tema "L'empire du verbe. L'eloquence du silent. Verso e antropologia que você discorre nos grupos que dominam no Sahel".". Antes de ser nomeado para Frankfurt em 2005, Diawara lecionou e pesquisou na Universidade de Friburgo, Miséricorde (Suíça), na Universidade de Bayreuth, na University of Georgia (EUA) e na en:Karlsruhe University of Arts and Design. Foi professor visitante na Universidade de São Paulo e Salvador da Bahia (Brasil), na École des hautes études en sciences sociales (Paris), Henry Hart Rice Visiting Professor em Antropologia e História na Yale University (EUA). Ele ganhou o prêmio John G. Diefenbaker da Université Laval (Canadá). Foi também companheiro de pesquisa do Institut d'Études Avancées de Nantes (IEA) França e o en: Berlin Institute for Advanced Studies. No semestre de inverno 2020/2021 foi fellow do "Stellenbosch Institute for Advanced Studies" (STIAS) da Universidade de Stellenbosch na África do Sul. Em 1998 fundou, juntamente com colegas e amigos da Alemanha, Áustria e Mali, com financiamento da en:Volkswagen Foundation, um centro de investigação de conhecimento local em Bamako, Mali, do qual é o seu director.

## Foco da pesquisa
Suas áreas de pesquisa incluem mídia, direitos autorais, migração, história, tradição oral e conhecimento local na África subsaariana. Ele co-iniciou vários projetos de financiamento de pesquisa direcionados a jovens cientistas da África e está envolvido em programas para promover a cooperação entre cientistas da África e do resto do mundo.

## Projetos de pesquisa (seleção)
Sob a direção de Mamadou Diawara, o programa 'Point Sud', financiado pela Deutsche Forschungsgemeinschaft, financia desde 2008 eventos de humanidades e ciências sociais relacionados com a África. Estes são seleccionados por um comité de direcção científica através de um convite anual à apresentação de propostas. O objetivo do programa é o intercâmbio e networking de cientistas da Alemanha, África e outras partes do mundo, bem como a promoção de jovens cientistas.
Juntamente com de:Elísio Macamo da Universidade de Basileia, Mamadou Diawara fundou a "Pilot African Postgraduate Academy" (PAPA). ), O projeto, financiado pela de:Gerda Henkel Foundation, destina-se a jovens cientistas que concluíram recentemente sua tese de doutorado e estão trabalhando em universidades na África. O objetivo é aprofundar sua compreensão do valor da ciência por si só e estimular seu interesse pela pesquisa básica conceitual.
Em cooperação com quatro instituições parceiras, Mamadou Diawara também dirige o instituto de pesquisa internacional Maria Sibylla Merian Institute for Advanced Studies in Africa (MIASA) na Universidade de Gana em Legon, Accra. O instituto, financiado com recursos do en: Federal Ministry of Education and Research, está empenhado em reduzir as assimetrias globais na produção de conhecimento e em uma maior cooperação entre pesquisadores da África anglófona e francófona.
De 2007 a 2019, Diawara foi Investigador Principal do Exzellenzcluster 243 "Iniciativa de Excelência em Universidades Alemãs| Ordens Normativas do Cluster de Excelência. A Formação de Ordens Normativas" no Universidade de Frankfurt. De 2013 a 2019 foi também membro da AFRASO, um projeto conjunto interdisciplinar e transregional da Goethe University Frankfurt, que examina as novas relações entre os dois continentes da África e da Ásia numa perspetiva comparativa e transregional.
Ele conduziu pesquisa de campo etnográfica em Mali, França, Mauritânia, Indonésia e Tailândia. Mamadou Diawara é editor e autor de numerosas publicações sobre copyright, migração, tradição oral e conhecimento local na África subsaariana. Os seus actuais interesses de investigação são, em particular, as questões dos media locais e dos media ocidentais no contexto da oralidade.

## Distinção
- Em 2022, Diawara foi eleito Membro Correspondente da British Academy.
- Prêmio John G. Diefenbaker da Université Laval (Canadá).

## Publicações (seleção)
Monografias (seleção)
- L’empire du verbe et l’éloquence du silence. Vers une anthropologie du discours dans les groupes dits dominés au Sahel. Cologne: Rüdiger Köppe, 2003
- La graine de la parole. Stuttgart: Steiner ed., 1990

Publicações editadas (seleção)
- Der Blick Afrikas auf Europa. In: Michael Hohmann, Pierre Monne (eds.): Café Europa: Vorträge und Debatten zur Identität Europas. Wallstein; 1. Edition (30 de novembro 2022), pp. 161–172.
- Seeing like scholars. Whose exile? Making a life, at home and abroad. In: Ross Anthony and Uta Ruppert (eds.) Reconfiguring Transregionalisation in the Global South. African-Asian Encounters, Palgrave Macmillan, 2020: 197–222.
- Normes étatiques et pratiques locales en Afrique subsaharienne : entre affrontement et accommodement. Paris: Éditions Manucius 2019, ed. with Ute Röschenthaler.
- Translation revisited: contesting the sense of African social realities', Cambridge: Cambridge Scholars Publishing 2018, ed. with Jean-Bernard Ouédraogo and Elísio S Macamo.
- Copyright Africa: How Intellectual Property, Media and Markets Transform Immaterial Cultural Goods. Canon Pyon: Sean Kingston Publishing 2016, ed. with Ute Röschenthaler.
- Heinrich Barth et l’Afrique. Köln: Rüdiger Köppe, 2006, ed. with Paulo Fernando de Moraes Farias and Gerd Spittler.
- Colonial Appropriation of Local Knowledge. In: Peter Probst und Gerd Spittler (ed.), Between Resistance and Expansion. Explorations of local Vitality in Africa. Münster: LIT, Rochester: Transactions Publishers 2004, 273 293.

Artigos (seleção)
- Die Jagd nach den Piraten. Zur Herausbildung von Urheberrechten im Kontext der Oralität im subsaharischen Afrika. Sociologus 61 (1) (2011): 69 89

- Development and administrative norms: The Office du Niger and decentralization in French Sudan. Africa,  81 (3) (2011): 434 454.
- Dieu d’eau, eau du barrage. Les populations du plateau dogon face aux contraintes: pluviométrie, terre et démographie. Africa 67 (4) (1997): 602 624.
- La bibliothèque coloniale, la propriété intellectuelle et la romance du développement en Afrique. Canadian Journal of African Studies, 48 (3) (2014): 445 461.